# الاندور
الاندور (به انگلیسی: Alandur) یک منطقهٔ مسکونی در هند است که در تامیل نادو واقع شده‌است.

## خصوصیات
الاندور ۱۶۴٬۱۶۲ نفر جمعیت دارد و ۱۲ متر بالاتر از سطح دریا واقع شده‌است.